# Erpocotyle abbreviata
Erpocotyle abbreviata är en plattmaskart. Erpocotyle abbreviata ingår i släktet Erpocotyle och familjen Hexabothriidae. Inga underarter finns listade i Catalogue of Life.